# Esther Martínez-Pastor
Esther Martínez-Pastor (Barcelona, 1914 - Barcelona, 2005) va ser una poeta catalana. Va cursar la carrera de magisteri, obtenint-ne el títol l'any 1933. El mateix any va superar els exàmens per accedir a una plaça de mestra nacional. El 1938 va exercir de mestra a Casserres, però, a la fi de la guerra civil, va ser «avaluada» o «depurada», segons la terminologia franquista, i va ser apartada de l'exercici.
Martínez-Pastor, tot i mostrar una habilitat innata per la poesia des dels primers textos, va guanyar riquesa expressiva a mesura que va evolucionar. L'autora va escriure des d’una gran llibertat d’esperit i sense impostacions desproporcionades. La seva, és una poesia propera, que defuig el registre èpic, construïda des de l’autoconeixement, la memòria i la nostàlgia. Martínez-Pastor va escriure sobre el desamor, la solitud i l'acció devastadora del temps. També es va interessar per la ciència; així va publicar un llibre, Òrbita (1996), dedicat als planetes i satèl·lits del sistema Solar. Segons paraules del físic i poeta David Jou, el seu poema «Mart» (He descobert un cel color taronja/ que m’és irrespirable i que em fascina...) sembla una anticipació del que veié la sonda Sojourner, o Mars Pathfinder, que l'estiu de 1997 va estar enviant imatges de Mart.
Alguns poemes seus han estat inclosos en antologies de poesia en català, com ara, Contemporànies. Antologia de poetes dels Països Catalans (coord. Vinyet Panyella, Institut Català de la Dona,1999) o Eròtiques i despentinades. Un recorregut de cent anys per la poesia catalana amb veu de dona (coord. Encarna Sant-Celoni, Arola, 2008). El 18 de juny de 2011, a la llibreria Ona Llibres de Barcelona, es va presentar el llibre La vida a cau d'orella, una antologia pòstuma de l'obra poètica de l'autora, publicada per Témenos Edicions, volum ideat com un reflex de la diversitat, i alhora la coherència, de la proposta poètica de Martínez-Pastor. A la presentació van intervenir l'editor Carles Cervelló, l'escriptor i curador de l'obra Miquel-Lluís Muntané, el poeta Carles Duarte i la filla de l'autora.
Entre d'altres guardons, Martínez-Pastor va guanyar el Premi Benet Ribas (RECVLL) de poesia (1991), el Premi Montseny (1994), i el premi Flor Natural dels Jocs Florals de Calella (2002), amb el poema Fa deu mil anys.

## Obra
Martínez-Pastor va publicar al llarg de la seva vida un total de vint-i-dos llibres, ideats i aplegats per ella mateixa; després del seu traspàs, però, han vist la llum noves publicacions amb nous poemes que havien quedat involuntàriament amagats.
- 1990. 7 gotims de poemes: quartines.[14]
- 1993. Les Caràtules del somni. Pròleg de David Castillo.[15]
- 1994. Òrbita.[16][6]
- 1995. Passadís d'ombres.[17]
- 1995. Balcó de vida.[18]
- 1996. Trenes de sucre.[19]
- 1997. Estiu sense nom.[20]
- 2000. La nova amiga.[21]
- 2003. Fa deu mil anys (Comte d’Aure). Pròleg de Miquel Lluís Muntané.[cal citació]
- 2005. I serà lògic (Comte d'Aura). Pròleg de Josep Colet i Giralt.[cal citació]
- 2012. Cançons i engrunes al pas del temps.[13] Edició pòstuma, amb pròleg de Josep Colet i Giralt.
- 2021. La vida a cau d'orella.[22][8]